# Audioriver 2010
Audioriver 2010 – piąta edycja festiwalu muzyki elektronicznej Audioriver, zorganizowana w dniach 6-8 sierpnia 2010 roku na plaży nad Wisłą w Płocku.

## Historia
29 stycznia zaczęła obowiązywać nowelizacja ustawy o zamówieniach publicznych, wprowadzająca konieczność uczestnictwa w przetargach wszystkich podmiotów zainteresowanych organizacją wydarzenia finansowanego ze środków publicznych lub zamawianych przez podmioty publiczne. Po raz pierwszy w pięcioletniej historii festiwalu dotychczasowy wykonawca wziął udział w procedurze zamówienia publicznego, wdrożonej przez Płocki Ośrodek Kultury i Sztuki. Casting Service Film jako jedyny podmiot przystąpił do przetargu z ofertą, która uzyskała milionową dotację z budżetu miasta.
10 kwietnia z powodu katastrofy prezydenckiego samolotu pod Smoleńskiem odwołano oficjalną inaugurację działalności Spółki Akcyjnej, agencji odpowiedzialnej za produkcje Audioriver. Wydarzenie „Spółka Akcyjna prezentuje James Holden & Redshape Live” miało odbyć się w Reducie Banku Polskiego w Warszawie, gdzie część wnętrz planowano przeznaczyć dla cyklicznie działającego klubu. W październiku definitywnie zrezygnowano z eventu.
Podczas drugiego ogłoszenia nazwisk, Mike Truman i Chris Healings z duetu Hybrid zostali pierwszymi zagranicznymi wykonawcami, których zaproszono na kolejną edycję. Poprzednio wystąpili w 2007 roku. Krazy Baldhead, przedstawiony w trzeciej puli, został przedstawicielem nowo wprowadzonych na Audioriver stylów – electro i new rave. Od piątej edycji dubstep, drum and bass i pochodne gatunki muzyczne obecne są przez dwa festiwalowe dni. Dobór wykonawców z ich kontraktowaniem należał do kolektywu NeverAfter. Artystów brzmień ambientowych i IDM rozdzielono po scenach, nie powtarzając rozwiązania z poprzedniej edycji, gdy całą obsadę umieszczono w Hybrid Tent.
23 czerwca zamknięto skład zagranicznych artystów. 16 lipca zaanonsowano polskich przedstawicieli. Przedstawiono podział wykonawców na dni trwania festiwalu i rozmieszczenie na scenach. W obu dniach przewidziano 26 występów – w tym 16 wykonań na żywo. Stworzono kolekcję odzieży i gadżetów oznaczonych logo festiwalowym, dostępną w punktach na terenie Audioriver, po raz pierwszy również w sprzedaży internetowej. 2 sierpnia ukazano rozkład godzin poszczególnych występów.
Pierwszy dzień rozpoczął się z opóźnieniem przez opady deszczu, którym towarzyszyła burza. Z powodu złej pogody nad stolicą, wszystkie loty kierowano na port lotniczy Katowice-Pyrzowice. Uniemożliwiło to dotarcie Dusty’ego Kida na czas. Christian Smith przedłużył swój set. Uszkodzeniu uległ główny ekran dla wizualizacji na głównej scenie. Sytuacja pogodowa doprowadziła do długich kolejek na wejściach, gdy publiczność po rozpogodzeniu usiłowała dostać się na teren festiwalu.

## Produkcja
Program piątej edycji uległ rozszerzeniu o przedsięwzięcie „Rynku Niezależnego” – dziennego programu festiwalu. W jego ramach na rynku Starego Miasta w Płocku zorganizowano Targi Muzyczne dla wystawców związanych z polską branżą muzyki elektronicznej. Obsadę sceny muzycznej działającej przy Targach zapewnili poszczególni wystawcy. Z projektem „Red Bull Music Academy” dołączył główny sponsor „Rynku”.
Pierwszą częścią inicjatywy była debata z tematem „Muzyka niezależna. To znaczy jaka?”, zorganizowana przez organizatorów festiwalu w dniu 15 czerwca w warszawskiej klubokawiarni Chłodna 25. Udział wzięli Jarosław Burdek, Sokół, Bartek Chaciński, Jacek Lachowicz oraz Joanna Rawska z wytwórni Kayax.
Dla uczestników przeznaczono pierwsze w historii Audioriver profesjonalne pole namiotowe, prowadzone przez zewnętrzną firmę. Kemping usytuowano w pobliżu Circus Tent. Powierzchnia uległa dwukrotnemu zwiększeniu w stosunku do poprzedniego roku, zaadaptowano teren naprzeciwko macierzystego pola. Odgrodzony i oświetlony obszar posiadał ochronę, depozyt oraz strefę sanitarną. Zapewniono dostęp do bieżącej wody w wyniku porozumienia z Urzędem Miejskim. Wprowadzono internetową rejestrację miejsc. Opłata wzrosła czterokrotnie w stosunku do poprzedniej edycji. Z pola skorzystało ponad 1900 osób
2 sierpnia rozpoczęto budowę scen na plaży. Najwcześniej zakończono stawianie namiotu Circus o powierzchni około 2,5 tys. m kw. i wysokości dwunastu metrów, mogącego pomieścić od 5 do 7 tys. ludzi. Namiot Hybrid zajął 1,8 tys. m kw., wysokość konstrukcji wyniosła 12 metrów. Trzecią zamkniętą scenę umieszczono w namiocie Tent, którego przestrzeń liczyła 500 m kw. Szerokość głównej sceny osiągnęła 40 metrów. Na teren festiwalu prowadziły trzy wejścia.
Od czwartkowego popołudnia do poniedziałkowego rana rolę alternatywnej sceny przy Audioriver pełniło Audiopole, usytuowane w pobliżu Circus Tent. Współorganizatorami drugiej edycji byli Sebastian Bednarek i Marek Tomczak. Pierwszego dnia pojawiło się około 300 osób.
W piątej edycji uczestniczyło 130 wykonawców, większość z własną obsługą techniczną – zespół Hawtina liczył 15 osób, mając do dyspozycji własny autokar. Był to dziewiąty koncert podczas „Plastikman Live World Tour” – tournée zaplanowanego na 15 wystąpień w 2010 roku. W wizualizacjach wykorzystano diodową kurtynę o rozmiarach 11x4 m. Laurent Garnier zagrał z ośmioosobowym big bandem.
Kompania Piwowarska zrezygnowała ze sponsoringu z powodu zmian związanych ze strategią marketingową marki Lech. Głównym sponsorem komercyjnym został Carlsberg.

## Program
| PIĄTEK | SOBOTA |
| --- | --- |
| Main Stage 20:00 – 21:00 Etiop 21:00 – 22:10 Michał Wolski Live 22:20 – 23:50 The Black Dog Live 00:00 – 01:15 Way Out West Soundsystem 01:30 – 02:30 Hybrid Live 02:30 – 04:30 Simian Mobile Disco 04:30 – 05:30 Jarek Czechowski Wizualizacje: Temporary Space Design Circus Tent 20:00 – 21:30 bshosa 21:30 – 22:30 Marcin Czubala Live 22:30 – 00:30 Christian Smith + Pfadfinderei (VJ) 00:30 – 01:30 Dusty Kid Live + Pfadfinderei (VJ) (odwołany) 01:30 – 03:30 Ellen Allien + Pfadfinderei (VJ) 03:30 – 04:30 Oni Ayhun Live 04:30 – 06:30 Karotte Wizualizacje: Nocny Marek Hybrid Tent 20:00 – 23:00 NeverAfter ft. MC Jakes 23:00 – 00:00 Starkey 00:00 – 01:00 The Qemists Soundsystem 01:00 – 02:00 Sub Focus 02:00 – 03:00 Plastician 03:00 – 04:00 Noisia 04:00 – 05:00 Jakes 05:00 – 06:00 Radicall ft. Lady Katee Wizualizacje: MK • Ar2 Red Tent 21:00 – 23:00 Jakub Rene Kosik 23:00 – 00:45 Poziom-X 00:45 – 02:30 Thomas Langner 02:30 – 04:00 Beach Boys Luke Hiero + Pavlo + Ice Wizualizacje: Patt • H3xus | Main Stage 19:00 – 19:45 Jacob Seville 19:45 – 20:45 Novika Live 21:00 – 22:00 Catz ‘n Dogz Live 22:00 – 00:00 Silence Family Live 00:15 – 01:45 Laurent Garnier Live 02:00 – 03:00 Hadouken! Live 03:00 – 04:00 Spor 04:00 – 05:00 Xilent Wizualizacje: Temporary Space Design Circus Tent 20:00 – 22:00 Glasse 22:00 – 23:00 Dandy Jack 23:00 – 01:50 The Modern Deep Left Quartet Live 02:00 – 03:05 Richie Hawtin pres. Plastkiman Live 03:10 – 05:00 Magda 05:00 – 07:00 Anthony Rother Wizualizacje: Nocny Marek Hybrid Tent 20:00 – 21:30 Akaone 21:30 – 22:30 Harper 22:30 – 00:30 dBridge & Instra:mental ft. SP:MC 00:30 – 01:30 Krazy Baldhead Live 01:30 – 02:30 Four Tet Live 02:30 – 04:30 Metro Area 04:30 – 06:00 Maximilian Skiba Wizualizacje: MK • Ar2 Red Tent 21:00 – 22:30 Beats Friendly Bartek Winczewski & Lexus 22:30 – 00:00 Easy 00:00 – 01:30 Tennessee & Ricardo 01:30 – 03:00 Luiphobia Kuba & Grom (Live Drums) 01:30 – 03:00 Jacob Seville & Tom Palash (Live Drums) Wizualizacje: Patt • H3xus |

| SOBOTA | NIEDZIELA |
| --- | --- |
| Red Bull Music Academy Stage Miejsce: Rynek Starego Miasta 09:00 – 09:30 Mju Trio 09:30 – 10:00 Think 10:00 – 11:00 Kwazar 11:00 – 12:00 DATA 12:00 – 13:00 IM2 13:00 – 14:00 Dr Dip 14:00 – 15:00 Motyl 16:00 – 17:00 Bass Mass Sound 18:00 – 19:00 Gerd Janson Red Bull Music Academy Miejsce: Rynek Starego Miasta 15:00 – 16:00 Metro Area warsztat 17:00 – 18:00 dBridge warsztat | Red Bull Music Academy Stage Miejsce: Rynek Starego Miasta 09:00 – 10:00 Simone Passa & Inpulzz 10:00 – 11:00 Eltron John 13:00 – 14:00 SoundQ 14:00 – 15:00 An On Bast 16:00 – 17:00 Pink Bazooka 17:00 – 18:00 Conradq 18:00 – 19:00 Mic Ostap Red Bull Music Academy Miejsce: Rynek Starego Miasta 12:00 – 13:00 Eltron John • An On Bast • Seb Skalski • Mic Ostap • Kwazarinfosesja 15:00 – 16:00 Seb Skalskiinfosesja |
| W ramach dwudniowych Targów Muzycznych zaprezentowało się dziesięciu polskich wystawców zajmujących się muzyką elektroniczną i alternatywną. | |

## Frekwencja
Sprzedano ponad 600 biletów obywatelom Litwy, Ukrainy i Białorusi przed rozpoczęciem w maju zagranicznej kampanii reklamowej. Organizatorzy na podstawie sprzedanych biletów oszacowali liczbę uczestników na 14 tys. W porównaniu z poprzednią edycją, frekwencja piątej edycji wzrosła o 15 procent. Po wliczeniu osób z zaproszeniami i gości specjalnych, według Łukasza Napory, rzecznika prasowego, całkowita ilość osób przekroczyła 15 tys.

## Media
Resident Advisor objął patronat mediowy. W swoim rankingu lipcowych festiwali z muzyką elektroniczną wymienił Audioriver na drugiej pozycji. Redakcja Przekroju opisała wydarzenie w dodatku specjalnym dotyczącym polskich festiwali w sezonie wiosenno-letnim. Akredytację uzyskało około dwustu przedstawicieli mediów.
Polskie Radio Czwórka korzystało z własnego wozu reporterskiego, rejestrując półgodzinne fragmenty setów Krazy Baldheada i The Qemists Soundsystem, oraz około godzinny występ Dandy Jacka. Studio festiwalowe umieszczono w namiocie portalu Muno.pl, którzy przeprowadził osobną relację. Telewizja 4fun.tv podczas trwania festiwalu zrealizowała materiał do programu „Partymania”, wyemitowanego 15 i 16 sierpnia. RBMA Radio udostępniło godzinny fragment koncertu d’Bridge’a z drugiego dnia w Hybrid Tent.
Piąta edycja została nominowana przez organizację South-East European Music Event w kategorii „Najlepszy festiwal” w regionie Południowo-Wschodniej Europy. W drugiej edycji Festival Awards Europe organizatorzy uzyskali nominację do „Najlepszego festiwalu średniej wielkości”.